# Orbus Terrarum
Orbus Terrarum (стилизованный как Orbvs Terrarvm) — третий студийный альбом британской электронной группы The Orb, изданный 20 марта 1995 года на лейбле Island Records.
Участник группы Крис Уэстон начал работу над альбомом до того, как покинул группу. После его ухода немецкий продюсер Томас Фельманн стал постоянным членом студии, и группа, теперь состоящая из Алекса Патерсона, Энди Хьюза и Фельмана, завершила работу над альбомом. В отличие от предыдущих работ, альбом Orbus Terrarum содержит более «земные», «органические» звуки в отличие от психоделической, научно-фантастической музыки, которую они писали ранее.

## Отзывы
| Оценки критиков           | Оценки критиков |
| Источник                  | Оценка          |
| ------------------------- | --------------- |
| AllMusic                  | [ 3 ]           |
| Entertainment Weekly      | A               |
| The Guardian              | [ 5 ]           |
| The Philadelphia Inquirer | [ 6 ]           |
| Rolling Stone             | [ 7 ]           |
| Spin                      | 7/10            |

Orblivion получил положительные и смешанные отзывы от музыкальных критиков.
Джон Буш из AllMusic отметил, что это идеальный ответ музыкальной сцене, заваленной «отстойным эмбиентным лаптем» и добавил: «Orbus Terrarum возвращает материнский корабль на землю для столкновения с неожиданно жесткой перкуссией и шумным синтезатором. Мелодии и дабовые линии предыдущих записей Orb все еще в миксе, а эзотерический уклон Pomme Fritz несколько приглушен. Orbus Terrarum — определенно не то место, с которого стоит начинать, но все же это достойный преемник U.F.Orb».
По словам Патерсона, Orbus Terrarum получил «хорошую взбучку» от британской музыкальной прессы. The Times назвала его «заурядной эмбиент-музыкой», а The Guardian отметила, что это была низшая точка в творчестве Патерсона. Звучание альбома оттолкнуло большую часть поклонников группы, как и предшествующий мини-альбом группы Pomme Fritz 1994 года. Rolling Stone принял альбом более позитивно: назвав его альбомом месяца и отметив его симфоническое звучание в сочетании с «уникальным британским остроумием» The Orb. Пластинка достигла 20 места в чарте альбомов Великобритании.

## Список композиций
| №                   | Название                        | Автор(ы)                                                         | Длительность |
| ------------------- | ------------------------------- | ---------------------------------------------------------------- | ------------ |
| 1.                  | «Valley»                        | Alex Paterson, Kris Weston, Simon Phillips, Tom Green            | 7:35         |
| 2.                  | «Plateau»                       | Paterson, Weston, Thomas Fehlmann                                | 13:14        |
| 3.                  | «Oxbow Lakes»                   | Paterson, Weston, Fehlmann                                       | 7:28         |
| 4.                  | «Montagne d'Or (Der Gute Berg)» | Paterson, Andy Hughes, B. J. Cole, Weston, Nick Burton, Fehlmann | 10:40        |
| 5.                  | «White River Junction»          | Paterson, Weston, Fehlmann                                       | 9:36         |
| 6.                  | «Occidental»                    | Paterson, Hughes, Kris Needs, Weston, Burton, Phillips, Fehlmann | 13:55        |
| 7.                  | «Slug Dub»                      | Paterson, Weston, Paul Ferguson, Fehlmann                        | 17:19        |
| Общая длительность: | Общая длительность:             | Общая длительность:                                              | 79:16        |

| №                   | Название                                  | Длительность |
| ------------------- | ----------------------------------------- | ------------ |
| 1.                  | «Plateau (All Hands on Deck Mix – 2AM)»   | 15:46        |
| 2.                  | «Slug Dub (Dumpy Dub)»                    | 9:53         |
| 3.                  | «Valley (Mix 3 Dubby)»                    | 10:55        |
| 4.                  | «White River Junction (Zoom Vinegar Mix)» | 10:59        |
| 5.                  | «Oxbow Lakes (Andy's Space Mix)»          | 8:45         |
| 6.                  | «Peace Pudding (Occidental)»              | 54:59        |
| Общая длительность: | Общая длительность:                       | 142:54       |